# Oberer Risskopf
De Oberer Risskopf is een berg in de deelstaat Beieren, Duitsland. De berg heeft een hoogte van 2049 meter.
De Oberer Risskopf is onderdeel van het Estergebergte, dat weer deel uitmaakt van de Bayerische Voralpen.